# Sri-lankische Badmintonmeisterschaft 1974
Die Sri-lankische Badmintonmeisterschaft 1974 war die 22. Austragung der nationalen Titelkämpfe im Badminton in Sri Lanka.

## Sieger und Finalisten
| Disziplin    | Gold                                       | Silber                                |
| ------------ | ------------------------------------------ | ------------------------------------- |
| Herreneinzel | A. R. T. de Silva                          | Ajith Perera                          |
| Dameneinzel  | Chandrika Mallawarachchi                   | D. Mallawarachchi                     |
| Herrendoppel | Gerry Chandrasena Lal Anthonis             | Ravi Kuruppu A. R. T. de Silva        |
| Damendoppel  | D. Mallawarachchi Chandrika Mallawarachchi | Sherine Amerasekera Thusitha Neligama |
| Mixed        | A. R. T. de Silva Chandrika Mallawarachchi | Lal Antonis D. Mallawarachchi         |